# Tavda (fiume)
La Tavda (in russo Тавда?) è un fiume della Russia siberiana occidentale (Oblast' di Sverdlovsk e di Tjumen'), affluente di sinistra del Tobol nel bacino dell'Ob'.
Nasce nel pedemonte uraliano orientale dalla confluenza dei due rami sorgentiferi Loz'va e Sos'va; scorre per tutto il suo corso nel bassopiano della Siberia occidentale, in una valle molto ampia, piatta e costellata di zone paludose. La relativa vicinanza delle linee spartiacque fra i vari bacini confinanti rende ragione della scarsità di affluenti di rilievo; il maggiore è il Pelym, dalla sinistra idrografica. Altri affluenti sono: Vagil', Anep, Volčim'ja, Taborinka, Iksa e Karabaška.
Il fiume ha un regime molto simile a quello di quasi tutti i fiumi russi e siberiani. È congelato, mediamente, nel periodo fra inizio novembre e fine aprile, nel quale la portata d'acqua raggiunge i valori minimi annuali (nel basso corso, circa 11 m³/s a fronte di una media di poco inferiore ai 500); lo scioglimento dei ghiacci, nella tarda primavera, precede di poco i periodi di massima portata, durante la quale i valori possono raggiungere i 3.250 m³/s e il livello delle acque raggiungere i 6 metri oltre la norma.
La Tavda attraversa una zona poco popolata, ragione per cui non tocca numerosi centri urbani di rilievo; il maggiore è la cittadina omonima, nel basso corso.
Il fiume è navigabile per tutto il suo corso.